# Divergence Peak
Divergence Peak är en bergstopp i Kanada.   Den ligger i provinsen Alberta, i den centrala delen av landet, 3 100 km väster om huvudstaden Ottawa. Toppen på Divergence Peak är 2 827 meter över havet, eller 420 meter över den omgivande terrängen. Bredden vid basen är 2,0 km.
Terrängen runt Divergence Peak är bergig västerut, men österut är den kuperad.Trakten runt Divergence Peak är nära nog obefolkad, med mindre än två invånare per kvadratkilometer.. Det finns inga samhällen i närheten. 
Trakten runt Divergence Peak består i huvudsak av gräsmarker.